# Listă de conducători de stat din 934
930 - 931 - 932 - 933 - 934 - 935 - 936 - 937 - 938
Aceasta este o listă a conducătorilor de stat din anul 934:

## Europa
- Amalfi: Mastalus I (patriciu, 914-953)
- Anglia, statul anglo-saxon Wessex: Athelstan (rege, 924/925-939)
- Anjou: Foulques I cel Roșu (conte, cca. 898-941/942)
- Aquitania: Raimond Pons (duce, 932-cca. 950; totodată, conte de Toulouse, 923-950)
- Armenia, statul Ani: Abbas I (rege din dinastia Bagratizilor, 928/929-952/953)
- Armenia, statul Vaspurakan: Hacik-Gaghik (rege din dinastia Ardzruni, 908-936/937)
- Bavaria: Arnulf al II-lea cel Rău (duce din dinastia lui Liutpold, 907-937)
- Benevento: Landulf I (principe, 910-943; anterior, co-principe, 901-910), Atenulf al II-lea (co-principe, 911-940) și Atenulf al III-lea Carinola (co-principe, 933-943)
- Bizanț: Constantin al VII-lea Porfirogenetul (împărat din dinastia Macedoneană, 913-959) și Roman I Lecapenul (împărat, 920-944)
- Bosnia-Herțegovina, statul Zahumija: Mihail (conducător, înainte de 913-după 949)
- Bulgaria: Petru (țar, 927-970)
- Burgundia: Raoul (Rodolphe) (duce din dinastia Capețiană, 921-923/936; ulterior, rege al Franței, 923-936) și Gislebert (duce, 923-936)
- Castilia: Fernan Gonzales (conte, cca. 930-970)
- Cehia: Vaclav (cneaz din dinastia Premysl, 921?/924?-935?)
- Champagne: Herbert I (conte din casa de Vermandois, 923-942)
- Cordoba: Abu'l-Mutarrif And ar-Rahman al III-lea an-Nasr ibn Muhammad ibn Abdallah (emir din dinastia Omeiazilor, 912-961, calif din 929)
- Creta: Ahmad ben Umar (emir, 925-940)
- Croația: Trpimir al II-lea (rege din dinastia Trpimirovic, cca. 928-cca. 935)
- Flandra: Arnulf I cel Bătrân (conte din dinastia lui Balduin, 918-964 sau 965)
- Franța: Raoul (Rodolphe) (rege din dinastia Capețiană, 923-936; totodată, duce de Burgundia, 921-923/936)
- Gaeta: Ioan I (consul, 867-877; apoi, patriciu, 877-933 sau 934), Docibilis al II-lea (consul, 906-914; apoi, duce, 914 sau 915-954) și Ioan al II-lea (co-duce, 933 sau 934-954; apoi, duce, 954-962 sau 963)
- Germania: Henric I Păsărarul (rege din dinastia de Saxonia-Liudolfingii, 919-936; totodată, duce de Saxonia, 912-936)
- Gruzia, statul Abhazia: Gheorghe al II-lea (rege, 916/917-960/961)
- Gruzia, statul Tao-Klardjet: David al II-lea (rege din dinastia Bagratizilor, 923-937) și Așot al II-lea (curopalat din dinastia Bagratizilor, 923-954)
- Hainaut: Regnier al III-lea (conte, ?-957) (?)
- Italia: Ugo de Arles (rege din familia Bosonizilor, 926-947)
- Ivrea: Berengar (margraf din familia Anscarizilor, 924-940; ulterior, rege al Italiei, 950-961)
- Kiev: Igor (mare cneaz din dinastia Rurikizilor, 912-945)
- Leon: Ramiro al II-lea (rege, 931-950)
- Lorena: Giselbert (duce, 915-939)
- Navarra: Garcia Sanchez (rege din dinastia Jimenez, 925-970)
- Neapole: Ioan al III-lea (duce, 927/928-968)
- Normandia: Guillaume I Sabie Lungă (duce, cca. 930-942)
- Norvegia: Harald I cel Bălai (rege, cca. 900-cca. 940)
- Olanda: Dirk I (conte, ?-939) (?)
- Salerno: Guaimar al II-lea cel Ghebos (principe, 900-946)
- Saxonia: Henric I Păsărarul (duce din dinastia Liudolfingilor, 912-936; ulterior, rege al Germaniei, 919-936)
- Scoția: Constantin al II-lea (rege, 900-943)
- Serbia: Caslav Klonimirovic (cneaz din dinastia lui Viseslav, după 927-după 950)
- Sicilia: Abu Muhammad Ubaidallah ibn Hussain ibn Ahmad ibn Abdallah ibn Muhammad ibn Ismail ibn Djafar al-Sadik (calif din dinastia Fatimizilor, 909-934) și al-Kaim bi-Amr Allah (Muhammad Abu'l-Kasim ibn al-Mahdi) (calif din dinastia Fatimizilor, 934-946)
- Spoleto: Theobald I (duce, 928-936)
- Statul papal: Ioan al XI-lea (papă, 931-935)
- Toscana: Boso (margraf din familia Bosonizilor, 931-936; anterior, conte de Arles, 895-911, 926-931; anterior, conte de Avignon, 911-931)
- Toulouse: Raimond al III-lea Pons (conte, 923-cca. 950; totodată, duce de Aquitania, 932-950)
- Ungaria: Zsolt (conducător din dinastia Arpadiană, 907-cca. 947)
- Veneția: Pietro Candiano al II-lea (doge, 932-939)

## Africa
- Fatimizii: Abu Muhammad Ubaidallah ibn Hussain ibn Ahmad ibn Abdallah ibn Muhammad ibn Ismail ibn Djafar al-Sadik (calif din dinastia Fatimizilor, 909-934) și al-Kaim bi-Amr Allah (Muhammad Abu'l-Kasim ibn al-Mahdi) (calif din dinastia Fatimizilor, 934-946)
- Kanem-Bornu: Aritse (sultan, cca. 893-cca. 942)

## Asia

### Orientul Apropiat
- Bizanț: Constantin al VII-lea Porfirogenetul (împărat din dinastia Macedoneană, 913-959) și Roman I Lecapenul (împărat, 920-944)
- Buizii din Djibal: Imad ad-Daula Abu'l-Hassan Ali (emir din dinastia Buizilor, 932/933-946/947)
- Buizii din Fars și Khuzistan: Imam ad-Daula Abu'l-Hassan Ali ibn Buieh (emir din dinastia Buizilor, 933/934-949/950)
- Califatul abbasid: Abu Mansur Muhammad al-Kahir ibn al-Mutadid (calif din dinastia Abbasizilor, 932-934) și Abu'l-Abbas Ahmad ar-Radi ibn al-Muktadir (calif din dinastia Abbasizilor, 934-940)
- Samanizii: al-Amir as-Said Nasr al II-lea ibn Ahmad (emir din dinastia Samanizilor, 914-943)

### Orientul Îndepărtat
- Birmania, statul Arakan: Sritaing Chandra (rege din dinastia Chandra, 903-935)
- Birmania, statul Mon: Geissadiya (rege, 932-942)
- Cambodgea, Imperiul Kambujadesa (Angkor): Jayavarman al IV-lea (Paramasivapada) (împărat, 928-941)
- Cambodgea, statul Tjampa: Indravarman al III-lea (rege din șasea dinastie, cca. 918-959)
- China: Mindi (împărat din dinastia Tang târzie, 933-934) și Modi (împărat, 934-936)
- China, Imperiul Qidan Liao: Liao Taizong (împărat, 927-947)
- Coreea, statul Hu-Paekje: Kyonhwon (Chin Hown) (rege, 892-935)
- Coreea, statul Koryo: T'aejo (Wang Kon) (rege din dinastia Wang, 918-943)
- Coreea, statul Silla: Kyongsun (Pu) (rege din dinastia Kim, 927-935)
- India, statul Chalukya răsăriteană: Yuddhamalla (rege, 930-936)
- India, statul Chola: Parantaka I (rege, cca. 907-cca. 953)
- India, statul Gurjara Pratihara: Vinyakapala I (rege, cca. 912-946)
- India, statul Raștrakuților: Govinda al IV-lea (rege, 928-936)
- Japonia: Suzaku (împărat, 930-946)
- Kashmir: Chakravarman (rege din dinastia Utpala, 924-935, 936-938)
- Nepal: Jayadeva al III-lea (rege din dinastia Thakuri, cca. 926-936)
- Sri Lanka: Sena al III-lea (rege din dinastia Silakala, 933-942)

## America
- Toltecii: Topiltzin (conducător, 923-947)